# Ridge Farm Studios
I Ridge Farm Studios sono tra i più antichi studi di registrazione musicale del Regno Unito. Hanno ospitato alcuni tra i più grandi artisti e musicisti di ogni epoca prima della chiusura, nel 2003.
Gli studi si trovano nella cittadina di Rusper, in Inghilterra, vicino al confine tra Surrey e Sussex. La parte più antica dell'edificio, originariamente una casa colonica medievale, fu costruita alla metà degli anni sessanta. Aggiunte all'edificio furono fatte negli anni successivi. Gli studi erano circondati da un terreno di 49 ettari che comprendeva giardini, frutteti, prati e boschi.
Tra gli artisti esibitisi negli studi sono annoverati Bad Company, i Queen, Peter Gabriel, Ozzy Osbourne, i Pearl Jam, Oasis, i Tre Tenori e altri.

## Artisti
Segue una lista di artisti, musicisti e produttori esibitisi ai Ridge Farm Studios. 
- 1975 Bad Company,[1] Back Street Crawler
- 1976 Queen, Jethro Tull,[2] Robin Trower
- 1977 Thin Lizzy, The Sensational Alex Harvey Band, Hawkwind, Roy Harper, Lone Star, Gallagher & Lyle, Mick Taylor, Camel
- 1978 Roxy Music, Bad Company, Steve Hillage, Magazine, Gong
- 1979 Steve Hillage, The Slits, The Pop Group, Penetration
- 1980 Whitesnake, The Undertones, Echo and the Bunnymen, The Three Degrees, Orchestral Manoeuvres in the Dark, The Beat, Bonnie Tyler, Judie Tzuke, Bill Drummond, Steve Lipson
- 1981 Ozzy Osbourne,[1] Lindisfarne, Uriah Heep
- 1982 Bad Company, Mick Ralphs, John Cooper Clarke, Chris Kimsey, Native
- 1983 Peter Gabriel, Ozzy Osbourne, Michael Schenker Group, Paul Brady
- 1984 Dexy's Midnight Runners, A Flock of Seagulls, Captain Sensible, Limahl, Naked Eyes, Tony Mansfield
- 1985 The Smiths, Little Richard, a-ha, Clannad, The Escape Club, Hipsway, Gary Langan
- 1986 Frankie Goes to Hollywood, The Mission, The Adult Net, Ian Broudie, Rush,[3] Trevor Horn, Stock Aitken & Waterman, Tim Palmer, Steve Lipson, Paul Samwell-Smith
- 1987 Wet Wet Wet, Curiosity Killed The Cat, All About Eve, Miguel Bosé, Tony Mansfield
- 1988 Status Quo, That Petrol Emotion, Peter Collins, Simon Hanhart, Gary Langan
- 1989 Prefab Sprout, Energy Orchard, Giant, Thomas Dolby, Rafe McKenna, Gary Katz
- 1990 The Inspiral Carpets, Echo and the Bunnymen, Holly Johnson, Spike Drake, Andy Richards, Jimbo Barton, Geoff Emerick, Spike Stent
- 1991 Pearl Jam, Seal, Beverley Craven, Tin Machine, The Levellers, lan McCulloch, Trevor Horn, Tim Palmer, Paul Samwell-Smith, Warne Livesey, Andy Richards
- 1992 Sade, Sam Brown, Love and Rockets, Thunder, The Saw Doctors, The Almighty, Ned's Atomic Dustbin, Paul Samwell-Smith, Pat Moran, Andy Wallace
- 1994 Gun, Skin, Julian Cope, Dodgy, The Almighty, Kiri Te Kanawa, The Three Tenors, Paul Samwell-Smith, Chris Sheldon, Mark Wallis, Mark Opitz
- 1995 The Bluetones, Wet Wet Wet, Paradise Lost, English National Opera, Kiki Dee, Black Sabbath
- 1996 Oasis, Paul Weller, M People, Teenage Fanclub, The Wildhearts, Garry Christian, Simon Dawson, Andy Wright, Al Clay, David Bianco, Owen Morris
- 1997 Oasis, Goldie, Portishead, Kula Shaker, Beth Orton, Ana Torroja, Mark Wallis, Steve Harris, Youth, Gary Langan, Tony Mansfield
- 1998 Supergrass, Cast, Mansun, Billie, James, The Lightning Seeds, Leon Redbone, Animal House, Hugh Jones, Tony Mansfield, Gil Norton, John Cornfield, Sam Williams
- 1999 Steve Hillage, Dave Allen, Khaled, Puressence, The Crocketts, Bird & Bush, John Fryer, Jim Abbiss, Danny Cummings, Franz Plasa, Peter Schmidt, Steve Harris, Mark Wallis
- 2000 James, Muse, Ed Harcourt, Superstar, Gloss, Big Sur, Brian Eno, Gary Langan, Mark Wallis, Al Stone, David Bottrill
- 2001 Beth Orton, My Vitriol, David Knopfler, The Rockabeats, Echt, Brainstorm,[4] Franz Plasa, Tony Mansfield, John Timperley, Chris Kimsey, Michael Brauer
- 2002 Status Quo, Joe Jackson, Bonnie Tyler, Shaun Escoffery, Rich Costey, Kevin Moloney, Yu Imai, Jamie Cullum